# أحمد عبد الرزاق (لاعب كرة قدم)
أحمد عبد الرزاق (12 آذار 1998 ) هو لاعب كرة قدم عراقي في مركز مهاجم (كرة قدم). شارك مع منتخب العراق تحت 23 سنة لكرة القدم. أما مع النوادي، فقد لعب مع نادي الديوانية. يلعب حاليًا مع نادي نفط ميسان.